# Masaki Tanaka
Masaki Tanaka (japanisch 田中 優毅 Tanaka Masaki; * 27. März 1991 in Ichikawa) ist ein japanischer Fußballspieler.

## Karriere
Tanaka erlernte das Fußballspielen in der Schulmannschaft der Yokkaichi Chuo Technical High School und der Universitätsmannschaft der Nippon Sport Science University. Seinen ersten Vertrag unterschrieb er 2013 bei Giravanz Kitakyushu. Der Verein spielte in der zweithöchsten Liga des Landes, der J2 League. Für den Verein absolvierte er 11 Ligaspiele. 2015 wechselte er zum Matsue City FC. 2016 wechselte er zu Veertien Mie. 2018 kehrte er zu Matsue City FC zurück. 2020 wechselte er zum Tokyo United FC.